# Larry Miller (cestista)
Lawrence James Miller, detto Larry (Allentown, 4 aprile 1946 – Bethlehem, 11 maggio 2025), è stato un cestista statunitense, professionista nella ABA.

## Carriera
Venne selezionato dai Philadelphia 76ers al quinto giro del Draft NBA 1968 (62ª scelta assoluta).
Detiene il record di sempre nella storia dell'ABA per il maggior numero di punti segnati in una singola partita, stabilito il 18 marzo 1972 con la maglia dei Carolina Cougars segnando 67 punti contro i Memphis Pros, diventando inoltre la prima guardia nella storia del basket professionistico a raggiungere questo risultato, primato che verrà mantenuto fino al 1977 quando Pete Maravich prima e nel 1978 David Thompson poi lo supereranno realizzando rispettivamente 68 e 73 punti.
Con gli Stati Uniti disputò le Universiadi di Tokyo 1967.

## Palmarès
- NCAA AP All-America First Team (1968)
- NCAA AP All-America Second Team (1967)
- ABA All-Rookie Team (1969)
- Trentaquattresimo miglior marcatore di sempre ABA
- Quarantunesimo per numero di assist di sempre ABA
- Quarantottesimo migliore rimbalzista di sempre ABA